# Friedrich Ernst von Fabrice
Friedrich Ernst von Fabrice (ur. 1683, zm. 1750) – niemiecki (holsztyński i hanowerski) dyplomata.
Jego ojcem był Weipert Ludwig von Fabrice, dyplomata w służbie Księstwa Holstein-Gottorp. W latach 1711–1715 był holsztyńskim posłem w Szwecji.
W 1716 był hanowersko-brytyjskim delegatem na kongres w Brunszwiku. W 1718 pośredniczył w sporze politycznym jaki o szwedzkie posiadłości w Szwecji toczyli Jerzy I Hanowerski i Karol XII, król Szwecji.